# 51-es busz (Salgótarján)
A salgótarjáni 51-es busz a Helyi Autóbusz-állomás - Felsőidegér - Zagyvaróna között közlekedik. A járatot a 2012. július 1-i menetrendváltással vezették be. a járat lényegében ugyanazt a funkciót látja el mint a 15-ös busz csak a 15-ös nem a Helyi Autóbusz-állomástól indult. Menetidő 35 perc